# Enzenkirchen
Enzenkirchen är en ort och kommun i Österrike. Den ligger i distriktet Schärding i förbundslandet Oberösterreich, 200 kilometer väster om huvudstaden Wien.
Kommunen består av 22 orter (Ortschaften) (inom parentes invånarantal 1 januari 2024):

- Bimmersdorf (41)
- Enzenkirchen (691)
- Goldberg (49)
- Hacking (26)
- Heitzing (69)
- Hintersberg (63)
- Jagern (146)
- Kenading (51)
- Kriegen (39)
- Landersberg (18)
- Matzing (95)
- Mühlwitraun (155)
- Oberantlang (5)
- Oberau (56)
- Oberhaigen (9)
- Oberleiten (12)
- Ratzenbach (73)
- Reiting (22)
- Ruprechtsberg (69)
- Schwarzenberg (38)
- Straßwitraun (44)
- Ungernberg (38)